# Академічне веслування на літніх Олімпійських іграх 2024 — четвірки (жінки)
Змагання з академічного веслування в розпашних четвірках без стернової серед жінок на літніх Олімпійських іграх 2024 у Парижі тривали з 28 липня до 1 серпня на Національному олімпійському морському стадіоні Іль-де-Франс у Вер-сюр-Марні. Змагалися 36 веслувальниць (9 четвірок) з 9 країн.

## Розклад
Вказано центральноєвропейський час (UTC+2)
| Дата                    | Час   | Раунд             |
| ----------------------- | ----- | ----------------- |
| Неділя, 28 липня 2024   | 12:30 | Попередні запливи |
| Вівторок, 30 липня 2024 | 11:30 | Втішні запливи    |
| Четвер, 1 серпня 2024   | 10:54 | Фінал             |

## Склад команд
| Номер | Веслувальниці                                                            | Країна                |
| ----- | ------------------------------------------------------------------------ | --------------------- |
| 1     | Олімпія Олдерсі Джин Мітчелл Лілі Елтон-Тріґґс Моллі Ґудмен              | Австралія (AUS)       |
| 2     | Чжан Шусянь Лю Сяосінь Ван Цзифен Сюй Сін'є                              | Китай (CHN)           |
| 3     | Есме Бут Гелен Гловер Саманта Редґрейв Ребекка Шортен                    | Велика Британія (GBR) |
| 4     | Емілі Геґарті Еймер Ламб Наталі Лонґ Імоджен Маґнер                      | Ірландія (IRL)        |
| 5     | Бенте Бонстра Гермейнтче Дрент Тінка Офферейнс Марлус Олденбурґ          | Нідерланди (NED)      |
| 6     | Юлія-Ліліана Балауке Ларіса Богдан Марія Тіводаріу Марія-Магдалена Русу  | Румунія (ROU)         |
| 7     | Джекі Ґовлер Давіна Ведді Керрі Говлер Фібі Спурс                        | Нова Зеландія (NZL)   |
| 8     | Анстрід Стеенсберґ Фріда Санґґорд Нільсен Маріє Йоганнесен Юліє Поульсен | Данія (DEN)           |
| 9     | Емілі Каллфелц Кейтлін Кніфтон Мері Мацціо-Менсон Келсі Рілік            | США (USA)             |

## Підсумки

### Попередні запливи
Перші два човни з кожного запливу кваліфікувалися до фіналу A, а решта - потрапили до втішних запливів.

#### Заплив 1
| Місце | Доріжка | Країна                | Час     | Нотатки |
| ----- | ------- | --------------------- | ------- | ------- |
| 1     |         | Велика Британія (GBR) | 6:42.57 | FA      |
| 2     |         | Нова Зеландія (NZL)   | 6:45.44 | FA      |
| 3     |         | Китай (CHN)           | 6:49.12 | В       |
| 4     |         | США (USA)             | 6:49.66 | В       |
| 5     |         | Данія (DEN)           | 6:56.70 | В       |

#### Заплив 2
| Місце | Доріжка | Країна           | Час     | Нотатки |
| ----- | ------- | ---------------- | ------- | ------- |
| 1     |         | Нідерланди (NED) | 6:43.71 | FA      |
| 2     |         | Румунія (ROU)    | 6:44.55 | FA      |
| 3     |         | Ірландія (IRL)   | 6:51.75 | В       |
| 4     |         | Австралія (AUS)  | 6:59.86 | В       |

### Втішний заплив
Човни, що посіли перші два місця, виходять до фіналу A, а решта — потрапляють до фіналу B.

#### Втішний заплив
| Місце | Доріжка | Країна          | Час     | Нотатки |
| ----- | ------- | --------------- | ------- | ------- |
| 1     |         | США (USA)       | 6:32.48 | FA      |
| 2     |         | Китай (CHN)     | 6:33.60 | FA      |
| 3     |         | Данія (DEN)     | 6:35.65 | FB      |
| 4     |         | Ірландія (IRL)  | 6:38.10 | FB      |
| 5     |         | Австралія (AUS) | 6:43.70 | FB      |

### Фінальна частина

#### Фінал A
| Місце | Доріжка | Країна                | Час     | Нотатки |
| ----- | ------- | --------------------- | ------- | ------- |
| 1     | 4       | Нідерланди (NED)      | 6:27.13 |         |
| 2     | 3       | Велика Британія (GBR) | 6:27.31 |         |
| 3     | 2       | Нова Зеландія (NZL)   | 6:29.08 |         |
| 4     | 5       | Румунія (ROU)         | 6:29.52 |         |
| 5     | 6       | США (USA)             | 6:34.88 |         |
| 6     | 1       | Китай (CHN)           | 6:36.18 |         |

#### Фінал B
| Місце | Доріжка | Країна          | Час     | Нотатки |
| ----- | ------- | --------------- | ------- | ------- |
| 7     | 1       | Ірландія (IRL)  | 6:34.74 |         |
| 8     | 2       | Данія (DEN)     | 6:36.43 |         |
| 9     | 3       | Австралія (AUS) | 6:39.28 |         |